# 河田貴央
河田 貴央（かわた たかひろ）は、日本のソングライター、編曲家、ギタリスト、ベーシスト。スマイルカンパニー所属。武蔵野音楽大学出身。

## 来歴
ハードコア・ロックバンド「BEFORE CHRIST」のボーカル・ギターとしてデビュー。同バンド解散後、男女ツインボーカルのバンド「ジュブナイル」でボーカルとして、渋谷を中心に活動。ミニアルバムのリリースやミニツアーを行い、スカパー!のファミリーチャンネルの番組宣伝イメージソング、新潟日報社TVCM曲、東京メトロポリタンテレビジョン「TOKYOモーニングサプリ」公式EDテーマに抜擢される。バンド活動の傍ら、DJ、モデル、ストリートファッションブランドのデザインなど、様々なプロジェクトに参加。その後、スマイルカンパニーに所属し、作曲・編曲家としての活動に専念。

## 主な提供作品
eyelis
- 「OUTLAWS」（作曲）

井口裕香
- 「ワン・オブ・ワンダーランド」（編曲）
- 「SUGAR LEISURE」（編曲）

=LOVE
- 「今、この船に乗れ!」（編曲）
- 「しゅきぴ」（編曲）

A応P
- 「恋のガンマン」（作曲・編曲）

AKB48
- 「劇場へ ようこそ!」（作曲）

SV TRIBE
- 「情熱 ELEMENT」（作曲・編曲）
- 「TRIBELIEVE」（作曲・編曲）

NMB48
- 「太宰治は読んだか?」（編曲）

岡本信彦
- 「瞬間BEAT」（作曲・編曲）
- 「愛の花束」（作曲・編曲）

小野賢章
- 「For the glory days」（編曲）

加藤和樹
- 「HERO」（作曲・編曲）

喜多修平
- 「Ultimate Impact 〜衝激鳴動〜」（作曲・編曲）

早乙女由香
- 「私と私がしたいこと」（編曲）
- 「Can not feign」（編曲）

さくら学院
- 「Planet Episode 008」（作曲・編曲）

佐咲紗花
- 「DREAMLESS DIVER」（作曲・編曲）

サンドリオン
- 「Sun!Sun!dream on!」（作曲・編曲）

Cyntia
- 「RUN TO THE FUTURE」（共作曲）
- 「Shaman Dance」（共作曲）
- 「Bittersweet Nightshade」（共作曲）

StylipS
- 「Brand-new Style!! ～魔法みたいなShow time～(Happy diver)」（編曲）

DIAMOND☆DOGS
- 「噂の男たち ~ D☆D ~」（作曲・編曲）

たぴみる
- 「モテないくせに(｀；ω；´)」（作曲・編曲）

寺島拓篤
- 「SCARLET SIGN」（作曲・編曲）

Trignal
- 「Catch a Break」（作曲・編曲）
- 「KICKSTART×TRIGGER」（作曲・編曲）

はちみつロケット
- 「WHITE☆FIGHTERS」（作曲）

春奈るな
- 「flutter」（編曲）

ヒャダイン
- 「Million of Bravery (Excalibur Strut/ENG) 」（編曲）

飛蘭
- 「God FATE」（作曲・編曲）

ぽこた
- 「アイシテ」（作曲・編曲）
- 「セカンドステージ」（作曲）

ミルキィホームズ
- 「泣き虫TREASURES」（作曲・編曲）

ゆいかおり
- 「Jumpin' Bunny Flash!!」（作曲・編曲）

LIV MOON
- 「SAY GOODBYE」（作曲・編曲・サウンドプロデュース）
- 「NOT GAME!」（作曲・編曲・サウンドプロデュース）
- 「BLACK RUBY」（作曲・編曲・サウンドプロデュース）

渡部優衣
- 「こ・こ・か・ら color」（共作詞・作曲）

OnePixcel
- 「KICK START」（共作詞・作曲・編曲）

### アニメ・ゲームソング
アイドリッシュセブン
- 「NATSU☆しようぜ!」（作曲・編曲）

アイドルマスター SideM
- 「JOKERオールマイティ」（作曲・編曲）
- 「315 Steelo!」（作曲・編曲）
- 「バーニング・クールで輝いて」 （作曲）

アイドルマスター ミリオンライブ!
- 「ストロベリー・キューピッド」（共作詞・作曲・編曲）

イケメンライブ 恋の歌をキミに
- 「Even if」（編曲）
- 「The Labor」（編曲）
- 「Go fly away」（編曲）

カードファイト!! ヴァンガード アジアサーキット編
- 「終末への prelude」（作曲・編曲）

黒子のバスケ
- 「REGAL GENERATION」（作曲・編曲）
- 「光と影の距離」（作曲・編曲）
- 「Till the last」（作曲・編曲）
- 「Ready Fight!!」（作曲・編曲）

5 次元アイドル応援プロジェクト「ドリフェス !」
- 「ALL FOR SMILE! 〜2 人はライバル MIX〜」（編曲）

新テニスの王子様
- 「SO・BA・GA・RA だぜ !!」（作曲・編曲）

戦国パチンコ「CR花の慶次」シリーズ
- 「我無想」（作曲・編曲）
- 「宴-祝魂歌-」（作曲・編曲）
- 「傾奇狂い歌」（作曲・編曲）
- 「盃に花、浮かべて候。」（作曲・編曲）

長門有希ちゃんの消失
- 「Dreamer という冒険者」（編曲）
- 「錯覚 Loving’ you?」（編曲）

ノブナガ・ザ・フール
- 「SPEARHEAD!」（作曲・編曲）

ハヤテのごとく!
- 「メリーゴーランドメロウ」（作曲）

監獄学園
- 「愛のプリズン」（編曲）

モブサイコ100
- 「肉改ファイッ! 〜肉体改造の歌〜」（編曲）

夢色キャスト
- 「HOT CHORD CRISIS」（作曲・編曲）

ラブライブ!
- 「Wonderful Rush」（作曲・編曲）
- 「after school NAVIGATORS」（作曲・編曲）
- 「ススメ→トゥモロウ」（作曲・編曲）
- 「No brand girls」（作曲・編曲）
- 「LOVELESS WORLD」（編曲）
- 「Super LOVE=Super LIVE!」（作曲・編曲）

ラブライブ!サンシャイン!!
- 「SELF CONTROL!!」（作曲・編曲）
- 「Awaken the power」（作曲・編曲）
- 「Believe again」（作曲・編曲）
- 「Wake up, Challenger!!」（作曲・編曲）
- 「シャゼリア☆キッス☆ダダンダーン」 （作曲・編曲）

ライブレボルト
- 「我らの声で蹴っ飛ばせ!」（編曲）